# Alexander Copeland
Alexander F. Copeland (Lebensdaten unbekannt) war ein US-amerikanischer Leichtathlet, Leichtathletiktrainer und Sportjournalist.

## Leben und Wirken
Alexander Copeland galt während seiner aktiven Zeit als einer der besten Leichtathleten Amerikas und wurde – zumindest in den zeitgenössischen österreichischen Medien – als „Thorpe seiner Zeit“ bezeichnet. Als Allroundathlet genoss Copeland, der zu seiner aktiven Zeit kaum 50 Kilogramm schwer war, in seiner Heimat einen ausgezeichneten Ruf. Vorrangig trat Copeland in Konkurrenzen im Gehen, Laufen, Hürdenlauf und Springen in Erscheinung, gewann hierbei zahlreiche Meisterschaften und stellte zudem einen Weltrekord auf. 1887 etwa gewann Copeland beim zwölften Jahres-Meeting zur Entscheidung der Meisterschaften der athletischen Amateurmeisterschaften der Vereinigten Staaten (siehe auch Amateur Athletic Union) eine Medaille im Hürdenlauf über 220 Ellen. Zwei Jahre später wurde Copeland, der ein Mitglied des Manhattan Athletic Club (MAC) war, beim selben Meeting im Sprint über 100 Ellen Dritter, gewann jedoch das zweite Hürdenrennen des Meetings, das über eine Strecke von 220 Ellen ging.
Ab 1899 fungierte er als Leichtathletiktrainer an der Yale University, die er 1906 verließ, um die gleiche Stelle an der Princeton University, an der er in weiterer Folge drei Jahre lang trainierte, anzutreten. Ein Wechsel von Yale zur Columbia kam im Winter 1905/06 nicht zustande, da das Management der Columbia entschieden hatte, dass die Verpflichtung Copelands der Universität zu teuer gekommen wäre. Außerdem trat Copeland als Trainer beim New York Athletic Club in Erscheinung. Zu seinen Schützlingen zählten unter anderem der Franzose Henri Saint-Yves, der in den 1910er Jahren Weltmeister im Marathonlauf wurde, sowie der Amerikaner Hans Holmer, der in dieser Zeit über die Langstrecke ebenfalls Weltmeister wurde. Otto Herschmann, zu dieser Zeit Präsident des Österreichischen Olympischen Comités (ÖOC) und selbst ein erfolgreicher Sportler, war im November 1913 nach Boston gereist, um sich von der Leichtathletikarbeit in den Vereinigten Staaten ein Bild zu machen und hatte im Zuge dieser Reise Copeland als neuen Leichtathletiktrainer Österreichs engagiert. Am 2. Dezember 1913 hatte sich Herschmann wieder eingeschifft und damit wieder die Reise zurück nach Wien angetreten. Die Finalisierung des Vertrages mit Copeland erfolgte erst nach der Rückkehr Herschmanns von Wien aus. Die Verpflichtung Copelands wurde in weiterer Folge bei der Vollversammlung des Österreichischen Olympischen Comités beschlossen. Zum Zeitpunkt der Verpflichtung des Amerikaners hatte dieser bereits einige Zeit lang als Sportredakteur bei der New York Times gearbeitet und hatte sich als solcher einen ähnlich guten Ruf wie seinerzeit als Sportler aufgebaut. Zu selben Zeit war mit Alvin Kraenzlein ein weiterer Amerikaner deutscher Leichtathletiknationaltrainer geworden. Nach Ernie Hjertberg, der schwedischer Leichtathletiknationaltrainer geworden war, und dem bereits erwähnten Alvin Kraenzlein war Copeland der erst dritte US-Amerikaner, der ein ausländisches Team trainieren sollte.
Wirklich in Erscheinung trat Copeland erst ab Ende März 1914, nur wenige Wochen, nachdem mit Rudolf Graf Colloredo-Mannsfeld ein neuer Präsident des Österreichischen Olympischen Comités gewählt worden war. Eine seiner anfänglichen Hauptaufgaben wurde die Zusammenstellung eines Trainerstabs bestehend aus Hilfslehrern, die ihn über das gesamte österreichische Staatsgebiet hinweg unterstützen sollten. Aus diesem Grund fanden ab April 1914 in Wien dementsprechende leichtathletische Lehrkurse statt. Am 20. März 1914 vermeldeten die zeitgenössischen Printmedien, dass Copeland die ihm vorgelegten Vertragsbedingungen endgültig angenommen und seine Ankunft in Wien für ungefähr 1. April 1914 angekündigt hätte. Zu diesem Zeitpunkt hatten sich bereits etwa 60 Personen für die Positionen als Hilfslehrer beworben. Am 8. April 1914 traf Copeland in Begleitung seiner Frau und seiner Tochter in Wien ein, wo er in der Mariahilfer Straße 27, dem Sitz des Generalsekretariats ÖOC, einquartiert wurde. Noch im selben Monat besichtigte Copeland sämtliche Wiener Sportplätze und stellte eine Trainingseinteilung auf, nach der täglich an einem anderen Sportplatz trainiert wurde und auch vereinsfremde Athleten auf den Sportplätzen der jeweiligen Vereine an den Trainingseinheiten Copelands teilnehmen konnten. Nach den ersten Trainings in Wien sollte Copeland auch in der Provinz und im Speziellen auf dem damaligen Sportplatz des Grazer AK einige Trainings leiten. Noch im Juli leitete Copeland einen rund zweiwöchigen Leichtathletikkurs für Mittelschulturnlehrer in Wien.
Nur kurz darauf scheiterte man aufgrund des Beginns des Ersten Weltkrieges den US-Amerikaner, dessen Vertrag zumindest noch bis Ende des Jahres 1914 gelaufen wäre, zu halten. Aufgrund des ausgebrochenen Krieges wurde Copeland mit sofortiger Wirkung freigestellt, um ihm und seiner Familie die Rückkehr in die Vereinigten Staaten zu ermöglichen. Copeland wurde in weiterer Folge nach seiner nur wenige Monate andauernden Amtszeit feierlich verabschiedet, erhielt als Abschiedsgeschenk von Herrn Kammerer vom WAF eine künstlerisch ausgeführte Zigarrentasche und vom WAF selbst eine Kassette mit Fotografien aus dem Wirken Copelands in Österreich. Während Copelands Wirken konnten sieben neue österreichische Bestleistungen erreicht werden und insbesondere Österreichs Leistung beim leichtathletischen Länderkampf Österreich – Ungarn in Budapest zeigte die Qualität der österreichischen Leichtathleten. Über das weitere Leben Copelands in Amerika konnte nichts Näheres herausgefunden werden. Noch viele Jahre nach seinem Scheiden als österreichischer Leichtathletiknationaltrainer berichteten die zeitgenössischen österreichischen Zeitungen positiv über das Wirken Copelands in Österreich und dass unter ihm das Training in die Tiefe und die Breite gewachsen sei. Als die Wiener Hakoah um das Jahr 1925 eine Amerika-Tournee plante, trat Arthur Hirschler von der Hakoah, der die Idee zur Amerikareise hatte und einst selbst ein erfolgreicher Athlet war, mit Copeland in Verbindung, da er auf dessen Unterstützung baute. Copeland arbeitete zu dieser Zeit wieder als Sportredakteur bei einer New Yorker Zeitung – vermutlich wieder bei der New York Times – und zeigte kein wirkliches Interesse. Ebenfalls 1925 wurden anlässlich des 25-jährigen Bestehens des Österreichischen Leichtathletik-Verbands (ÖLV) verdienten Persönlichkeiten die große Jubiläumsplakette des Verbandes verliehen; darunter auch der Olympiatrainer Alexander Copeland. Der Amerikaner wurde damals als Trainer für die bevorstehenden Olympischen Sommerspiele 1916 in Berlin, die aufgrund des Ersten Weltkriegs nicht stattfanden, vorgestellt. Edgar Fried, ein erfolgreicher Leichtathlet des WAF, der auch unter Copeland trainiert und von diesem sehr geschätzt wurde, initiierte damals die Stiftung des nach Copeland benannten Copeland-Preises (für Staffelbewerbe).